# Vanja Spaić
Vanja Spaić (ur. 31 grudnia 1995) – bośniacka lekkoatletka specjalizująca się w rzucie oszczepem.
Bez powodzenia startowała w mistrzostwach Europy U23 w Bydgoszczy (2017).
Medalistka mistrzostw Bośni i Hercegowiny oraz reprezentantka kraju w drużynowych mistrzostwach Europy, a także w zimowym pucharze Europy.
Rekord życiowy: 53,50 (9 sierpnia 2020, Zenica), rekord Bośni i Herecegowiny.

## Osiągnięcia
| Rok  | Impreza                                | Miejsce          | Lokata            | Wynik |
| ---- | -------------------------------------- | ---------------- | ----------------- | ----- |
| 2013 | III liga drużynowych mistrzostw Europy | Bańska Bystrzyca | 5. miejsce        | 42,96 |
| 2013 | Mistrzostwa krajów bałkańskich         | Stara Zagora     | 4. miejsce        | 45,87 |
| 2014 | Zimowy puchar Europy w rzutach         | Leiria           | 17. miejsce       | 42,16 |
| 2014 | III liga drużynowych mistrzostw Europy | Tbilisi          | 11. miejsce       | 27,14 |
| 2016 | Mistrzostwa krajów bałkańskich         | Pitești          | 4. miejsce        | 46,76 |
| 2017 | III liga drużynowych mistrzostw Europy | Marsa            | 1. miejsce        | 52,86 |
| 2017 | Mistrzostwa Europy U23                 | Bydgoszcz        | el. – 15. miejsce | 50,59 |
| 2018 | Mistrzostwa krajów bałkańskich         | Stara Zagora     | 6. miejsce        | 49,20 |
| 2019 | III liga drużynowych mistrzostw Europy | Skopje           | 3. miejsce        | 42,92 |